# Oxypolis filiformis
Oxypolis filiformis là một loài thực vật có hoa trong họ Hoa tán. Loài này được (Walter) Britton mô tả khoa học đầu tiên năm 1894.